# Liste des évêques et archevêques de Manille
Cette page présente la liste des évêques puis archevêques de Manille, aux Philippines.
Le diocèse de Manille est érigé le 6 février 1579. Il couvre alors toutes les Philippines et est suffragant de l'archidiocèse de Mexico. Il est élevé au rang d'archidiocèse métropolitain dès le 14 août 1595.

## Chronologie des évêques et archevêques

### Évêque de Manille
| no | Portrait | Prénom et nom             | Du             | Au              |
| -- | -------- | ------------------------- | -------------- | --------------- |
| 1  |          | Domingo de Salazar, O. P. | 6 février 1579 | 4 décembre 1594 |

### Archevêques de Manille
| no | Portrait | Prénom et nom                          | Du               | Au               |
| -- | -------- | -------------------------------------- | ---------------- | ---------------- |
| 2  |          | Ignacio Santibáñez, O.F.M.             | 30 août 1595     | 14 août 1598     |
| 3  |          | Miguel de Benavides, O. P.             | 7 octobre 1602   | 26 juillet 1605  |
| 4  |          | Diego Vázquez de Mercado               | 28 mai 1608      | 12 juin 1616     |
| 5  |          | Miguel García Serrano, O.S.A.          | 12 février 1618  | 14 juin 1629     |
| 6  |          | Hernando Guerrero, O.S.A.              | 9 janvier 1634   | 1er juillet 1641 |
| 7  |          | Fernando Montero de Espinosa           | 5 février 1646   | 1648             |
| 8  |          | Miguel de Poblete                      | 9 septembre 1650 | 8 décembre 1667  |
| 9  |          | Juan Lopez, O. P.                      | 1672             | 12 février 1674  |
| 10 |          | Felipe Pardo, O. P.                    | 28 octobre 1681  | 31 décembre 1689 |
| 11 |          | Diego Camacho y Ávila                  | 19 août 1696     | 14 janvier 1704  |
| 12 |          | Francisco de la Cuesta, O.S.H.         | 12 août 1707     | 1722             |
| 13 |          | Carlos Bermudez Gonzalez               | 1722             | 13 novembre 1729 |
| 14 |          | Juan Angel Rodríguez, O.S.T.           | 18 mai 1731      | 24 juin 1742     |
| 15 |          | Pedro de la Santisima Trinidad, O.F.M. | 3 février 1744   | 28 mai 1755      |
| 16 |          | Manuel Antonio Rojo del Rio y Vieyra   | 1758             | 1764             |
| 17 |          | Basilio Sancho de Santa Justa, S.P.    | 14 avril 1766    | 15 décembre 1787 |
| 18 |          | Juan Antonio Orbigo de Gallego, O.F.M. | 15 décembre 1788 | 17 mai 1797      |
| 19 |          | Juan Antonio Zulaibar, O. P.           | 26 mars 1804     | 4 mars 1824      |
| 20 |          | Hilarión Díez, O.S.A.                  | 3 juillet 1826   | 7 mai 1829       |
| 21 |          | José Seguí, O.S.A.                     | 5 juillet 1830   | 4 juillet 1845   |
| 22 |          | José Aranguren, O.A.R.                 | 19 janvier 1846  | 18 avril 1861    |
| 23 |          | Gregorio Melitón Martínez Santa Cruz   | 23 décembre 1861 | 1875             |
| 24 |          | Pedro Payo y Piñeiro, O.P.             | 28 janvier 1876  | 1er janvier 1889 |
| 25 |          | Bernardino Nozaleda y Villa, O. P.     | 27 mai 1889      | 4 février 1902   |
| 26 |          | Jeremiah James Harty                   | 6 juin 1903      | 16 mai 1916      |
| 27 |          | Michael J. O'Doherty                   | 6 septembre 1916 | 13 octobre 1949  |
| 28 |          | Gabriel M. Reyes                       | 13 octobre 1949  | 15 octobre 1952  |
| 29 |          | Cardinal Rufino J. Santos              | 10 février 1953  | 3 septembre 1973 |
| 30 |          | Cardinal Jaime L. Sin                  | 3 septembre 1973 | 18 novembre 2003 |
| 31 |          | Cardinal Gaudencio B. Rosalés          | 21 novembre 2003 | 12 décembre 2011 |
| 32 |          | Cardinal Luis Antonio G. Tagle         | 12 décembre 2011 | 8 décembre 2019  |
| 33 |          | Cardinal Jose Advincula                | 25 mars 2021     |                  |

## Sources
- (en) Cet article est partiellement ou en totalité issu de l’article de Wikipédia en anglais intitulé « Roman Catholic Archdiocese of Manila » (voir la liste des auteurs).
- Fiche de l'archidiocèse de Manille sur www.catholic-hierarchy.org